# I POM
I POM sono una band italiana, attiva dalla fine degli anni settanta fino alla prima metà degli anni ottanta
La band nacque a Roma alla fine del 1978, e venne notata dal grande Maestro Enrico Polito (compositore di famose canzoni come Rose rosse, Erba di casa mia, Se bruciasse la città) che decide di scritturarli per la sua neonata etichetta discografica "POM Record". Il nome del gruppo deriva da quello della loro etichetta discografica, essendo stata la prima band a sottoscriverne un contratto.
Il gruppo, nel corso della sua carriera, è stato autore di Soccer Supporter, famosa sigla di Tg 2 Diretta Sport di Rai 2, ed ha partecipato a trasmissioni televisive, fra le quali: Domenica In, Il barattolo, Fresco Fresco, Disco ring, Popcorn, Dedicato a voi. Inoltre è stato il primo gruppo italiano ad incidere un intero LP di cover italiane, dal titolo I POM travestono Enrico Polito, disco contenente i brani più noti del loro produttore, rivisitati in chiave moderna.
Sempre negli anni ottanta pubblica un terzo 45 giri intitolato Io son così seguito dal retro Tu mi fai gola. I POM hanno inoltre collaborato, in qualità di musicisti, con artisti quali: Paolo Frescura (con cui parteciparono alla tournée nel 1982), Nino D'Angelo, Milk and Coffee, Gegia, Adriano Pappalardo.
Nel 2010 I POM sono stati premiati per la loro sigla di TG 2 Diretta Sport, in occasione del Campionato d'Elite di calcio, durante la manifestazione "Avversari sì, Nemici mai" tenutasi allo Stadio Flaminio di Roma, condotta dal giornalista Luciano Cesaretti di RTL. Nel 2011 I POM, vennero nuovamente ospitati allo stadio Flaminio di Roma, come testimonial della loro sigla sportiva di TG 2 Diretta Sport di Rai 2 Soccer Supporter, insieme a grandi nomi dello sport italiano come Morgan De Sanctis, e lo scomparso Pietro Mennea. La canzone è stata trasmessa come sigla di apertura della famosa rubrica sportiva dal 1980 fino ai primi anni 90.
Il 1º maggio 2013 hanno partecipato al concerto del 1º Maggio di Napoli, tenuto presso la "Città della Scienza" ma la loro esibizione di Soccer Supporter è stata interrotta dopo pochi istanti da tafferugli sotto il palco ad opera di manifestanti, in particolar modo dei centri sociali.
Nel giugno 2013, hanno partecipato come ospiti alla presentazione del libro Journey to Rainbow Island, scritto dalla produttrice hollywoodiana Christie Hsiao, presso il parco di divertimenti Rainbow Magicland di Valmontone, insieme al famoso attore Vincenzo Bocciarelli.

## Formazione
Il gruppo è stato attivo dal 1979 al 1984 con la seguente formazione.
- Tony Visintin - chitarra e voce
- Gaetano Cervelli - batteria e voce
- Sergio Olivi - basso e voce
- Maurizio Cerboneschi - tastiere e voce
- Bruno Visintin - batteria e percussioni (con i POM dal 2013)

## Discografia
- I POM - Per lei/Lucia Lucia - 45 giri/POM Record/1979
- I POM travestono Enrico Polito - 33 giri/POM Record/1979
- I POM - Soccer Supporter sigla TG 2 Diretta Sport RAI 2/LUCIA LUCIA - 45 giri/POM Record/1980
- I POM - Io son così/Tu mi fai gola - 45 giri/POM Record/1981

## Curiosità
- Il disco I POM TRAVESTONO ENRICO POLITO è stato inserito nella categoria dei vinili ultra rari, molto ricercato dai collezionisti di vinili di musica leggera italiana.